# 祝だいこん

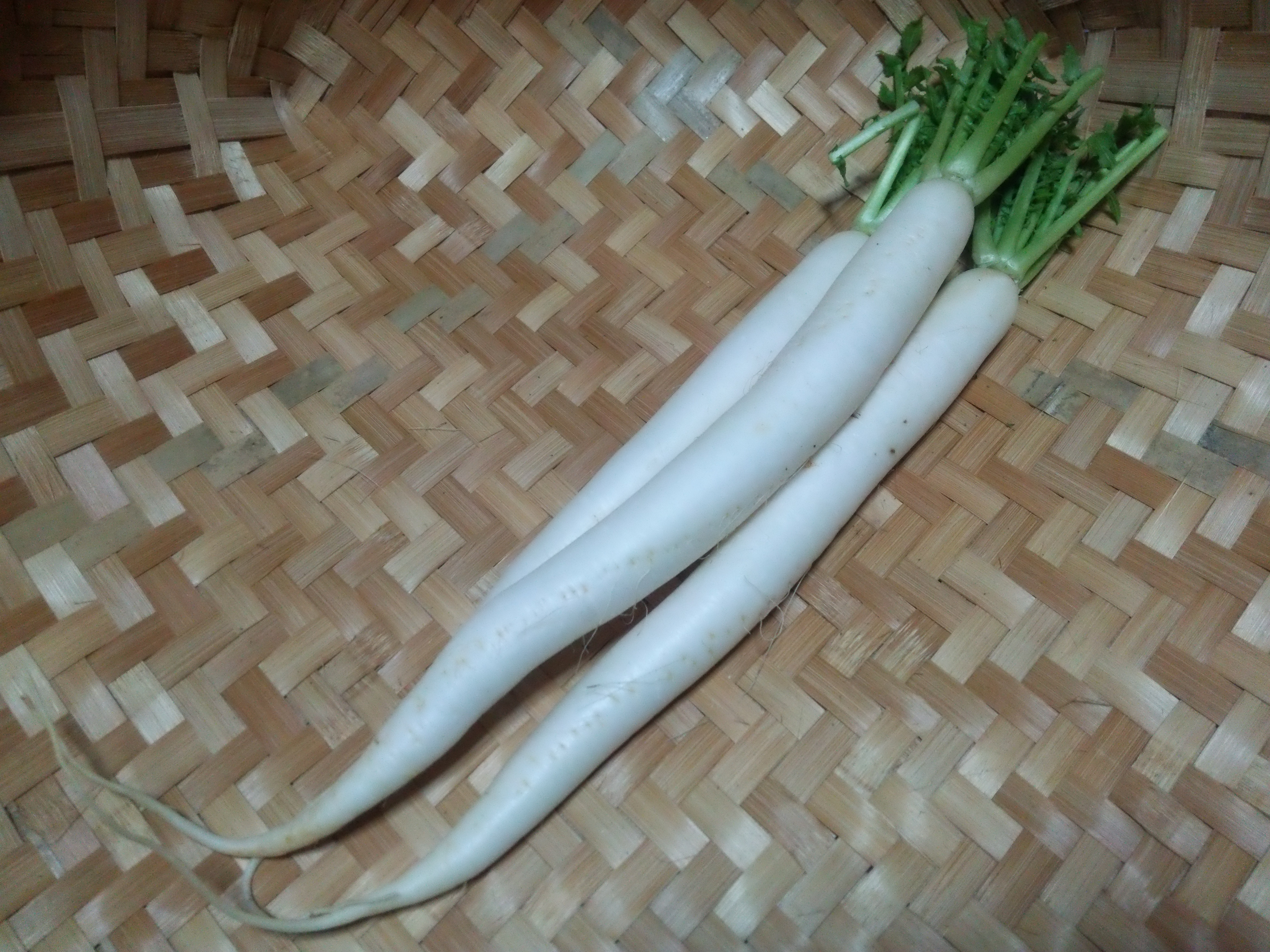
大和伝統野菜「祝だいこん」

祝だいこん（いわいだいこん）は、アブラナ科の根菜で、奈良県在来のダイコンの品種である。
正月の雑煮の具に用いられ、伝統野菜の一つとして、奈良県により「大和野菜」に認定されている。

## 歴史
奈良県で正月の雑煮用として古くから作り継がれてきたダイコンで、四十日大根から系統選抜された品種と考えられている。
奈良市奈良阪町では大正時代の終わりに栽培が始まったとされる。1991年（平成3年）5月、奈良県農林部の伝統野菜産地育成検討会で「大和まな」とともに「祝だいこん」の取組が始まった。この取組は一旦立ち消えになったが、2005年（平成17年）10月5日、古くから奈良で作られてきた「大和の伝統野菜」として、奈良県により「大和野菜」に選定された。奈良県内では「雑煮だいこん」と呼ばれていたが、大和野菜認定を機に縁起のよい「祝だいこん」と名付けられた。

## 特徴
- 長さ約20～30cm、直径約3cmの細いダイコン。
- 根は曲がりやすく、手や鍬等で丁寧に土寄せをする。
- 肉質が緻密でしっかりとしており、煮崩れしにくく、コリコリした食感がある。

## 産地
奈良市、宇陀市、高市郡明日香村が産地である。

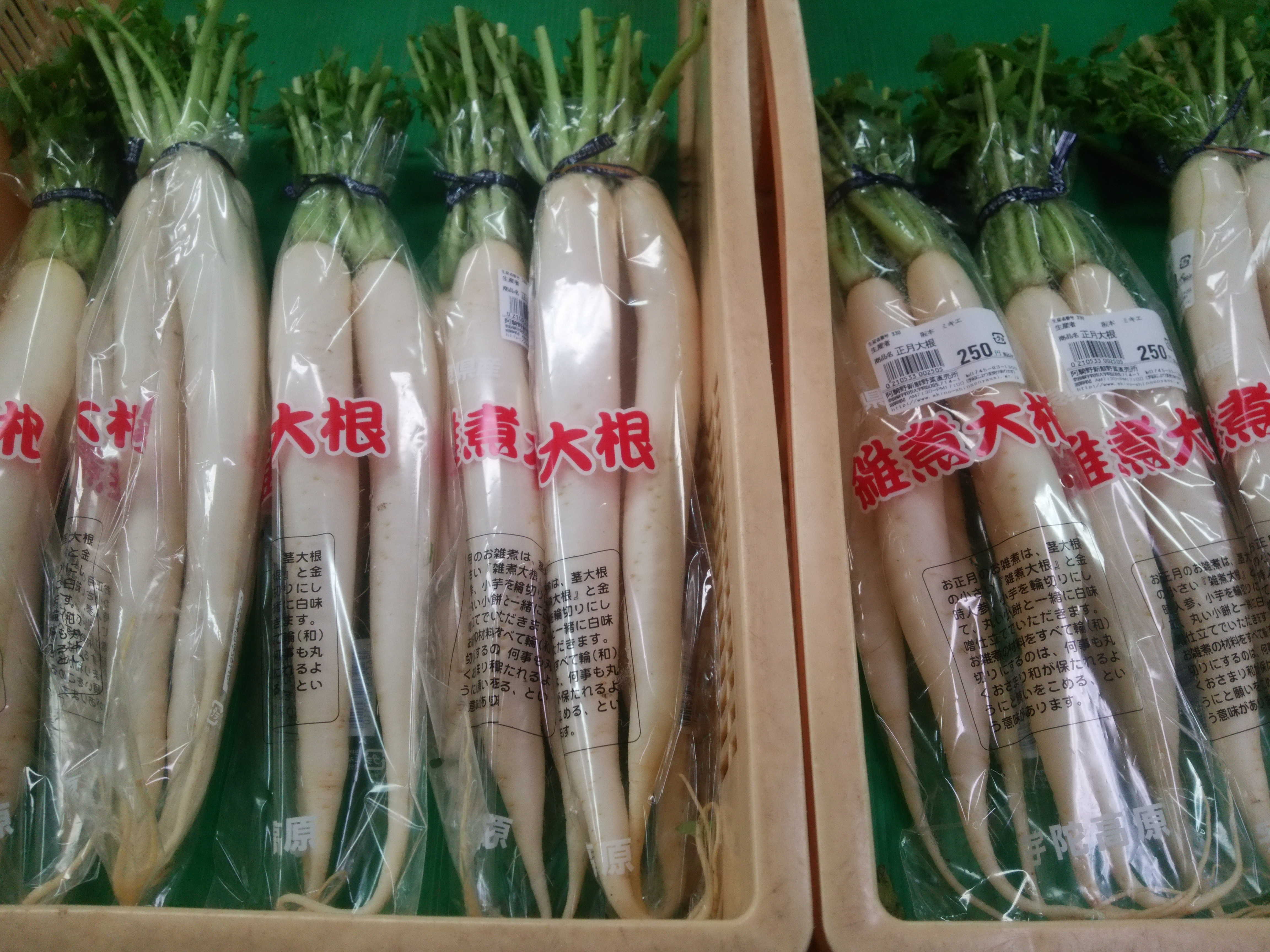
「雑煮大根」として直売所に並ぶ「祝だいこん」

1年を通して唯一の出荷時期である12月下旬に一斉に収穫する。年末の需要が高いことから、その時期には店頭に並ぶが、それ以外の時期にはほとんど見かけない。

## 利用法
透き通った白い肌と「細く長く」の形状、輪切りにした際の切り口が真ん丸で「家庭円満」につながることから、奈良県では雑煮に欠かせない食材の一つである。煮しめにも用いられる。大和の雑煮は、祝だいこん、人参、里芋、角を削ぎ落とした豆腐、そして焼いた丸餅を白味噌仕立てにする。具材は全て角がないように輪切りや丸のまま加えられるので、輪切りにするとちょうどいい大きさの雑煮用ダイコンとして重宝される。雑煮は、餅を椀から取り出し、別皿の黄な粉砂糖にまぶす食べ方も知られている。
炒め物にすると葉の部分まで美味しく食べることができる。